# 紅蛇鵜
红蛇鹈（学名：Anhinga rufa），或称为非洲蛇鹈，是一种蛇鹈属的水鸟，广泛分布于撒哈拉以南非洲水草丰沛的水域，在中东地区亦有少量分布。红蛇鹈主要以鱼类为食，亦会捕食许多其他水生动物。目前，红蛇鹈分布广泛、种群庞大，无灭绝之风险，但其种群仍受人类活动的威胁。

## 物种命名
红蛇鹈由法国博物学家弗朗索瓦·马里·多丹于1802年命名，正模标本产地为塞内加尔。

## 种内分类
红蛇鹈共有三个亚种：
- 指名亚种Anhinga rufa rufa分布于撒哈拉以南非洲的大陆部分；
- Anhinga rufa chantrei分布于中东地区；
- Anhinga rufa vulsini分布马达加斯加。

## 外貌描述

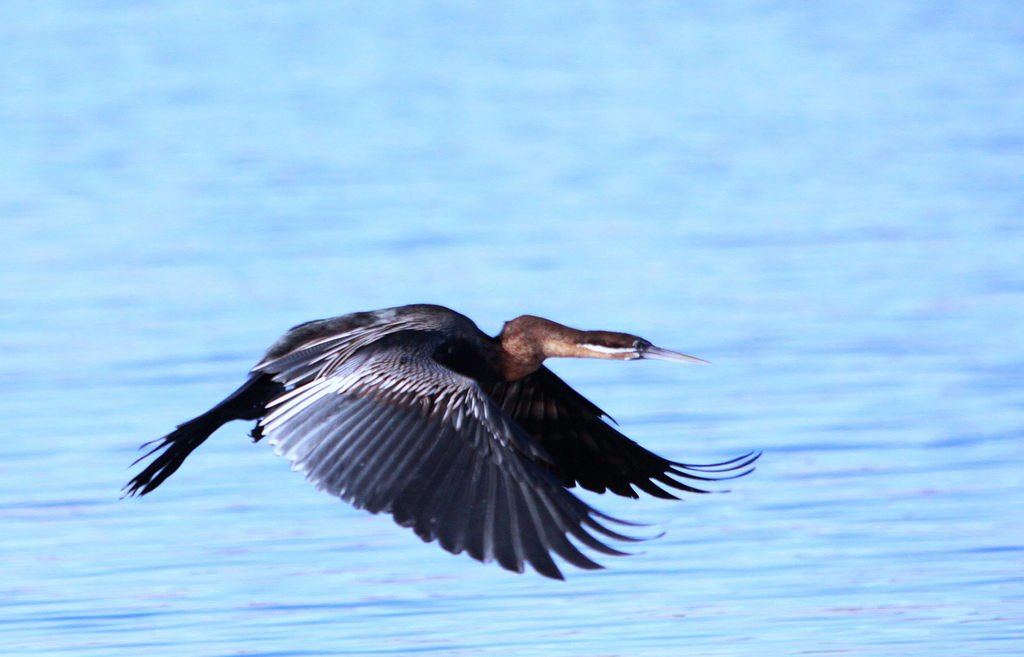
飞行中的雄鸟，摄于南非里特夫莱自然保护区

红蛇鹈是一种大型水鸟，嘴尖，尾部较大，颈部非常长。该鸟整体为黑褐色，喙部和脚为红色。成年红蛇鹈的头部为红褐色，下半身为暗色，雄鸟有一条白色的斑纹自眼角延伸至颈部。幼年红蛇鹈的头部则比起成鸟更偏棕，下半身的颜色也更浅。

## 物种分布
红蛇鹈广布于撒哈拉以南非洲各国的大型水体附近。此外，红蛇鹈在中东地区亦有分布，但由于栖息地破坏其已在土耳其、以色列、叙利亚和约旦局部地区灭绝，目前唯一现存的中东种群生活于伊朗胡齐斯坦省的底格里斯河三角洲。

## 生态与习性

### 栖息地

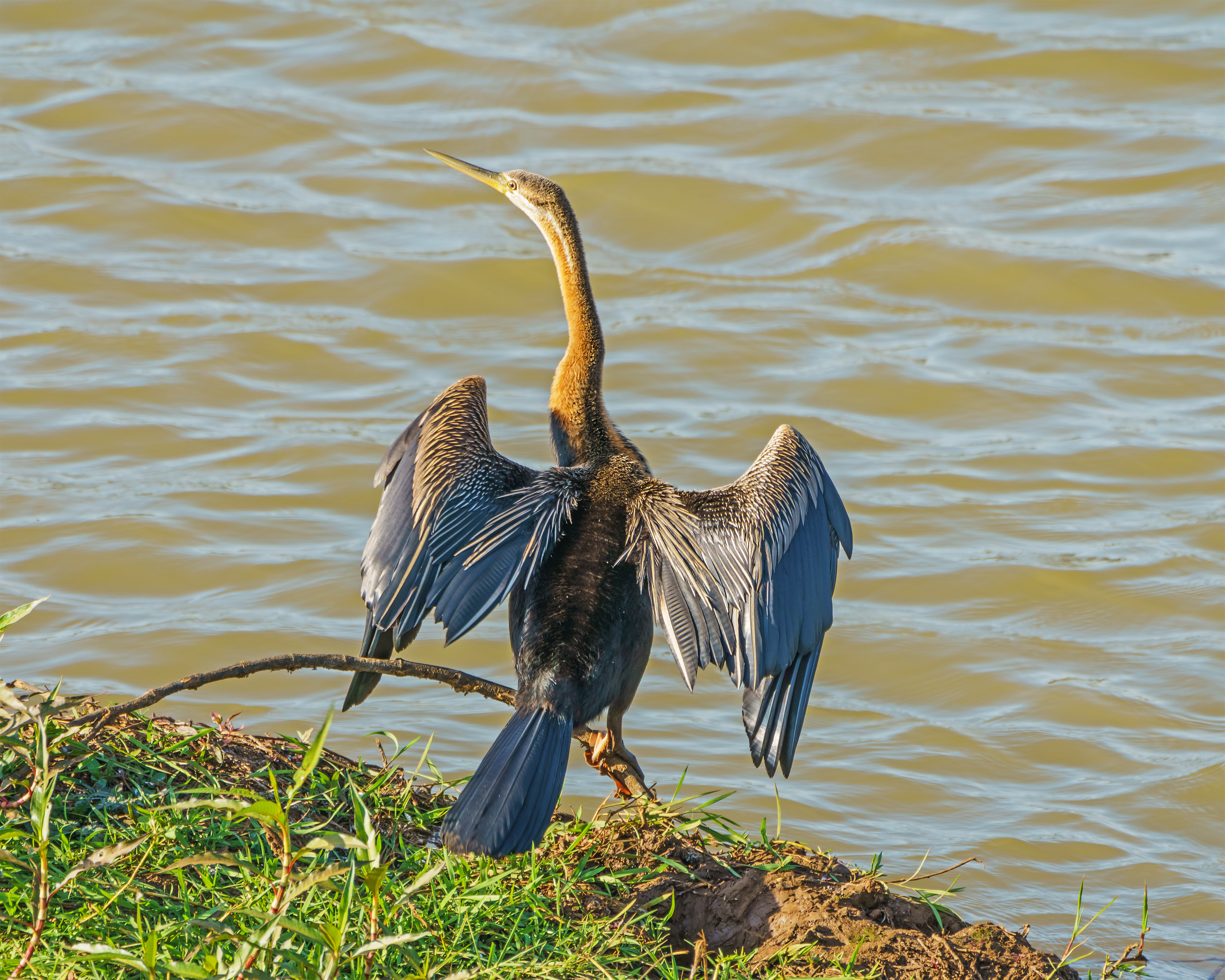
青尼罗河边的一只红蛇鹈，摄于埃塞俄比亚巴赫达尔

红蛇鹈偏好于周围植被茂密的静水或是流速缓慢的河流附近筑巢，尤其偏好咸水或是硬水环境，亦会在潟湖、红树林、牛轭湖与沼泽等生境生活。然而，该鸟一般不会栖息于急流、季节性干涸的水域或是地形陡峭之处。红蛇鹈常与同生态位的水鸟混居，其巢穴往往位于芦苇丛中或较高的树干分叉处。红蛇鹈是留鸟，除非水体干涸或栖息地破坏严重否则不会迁徙至他处。

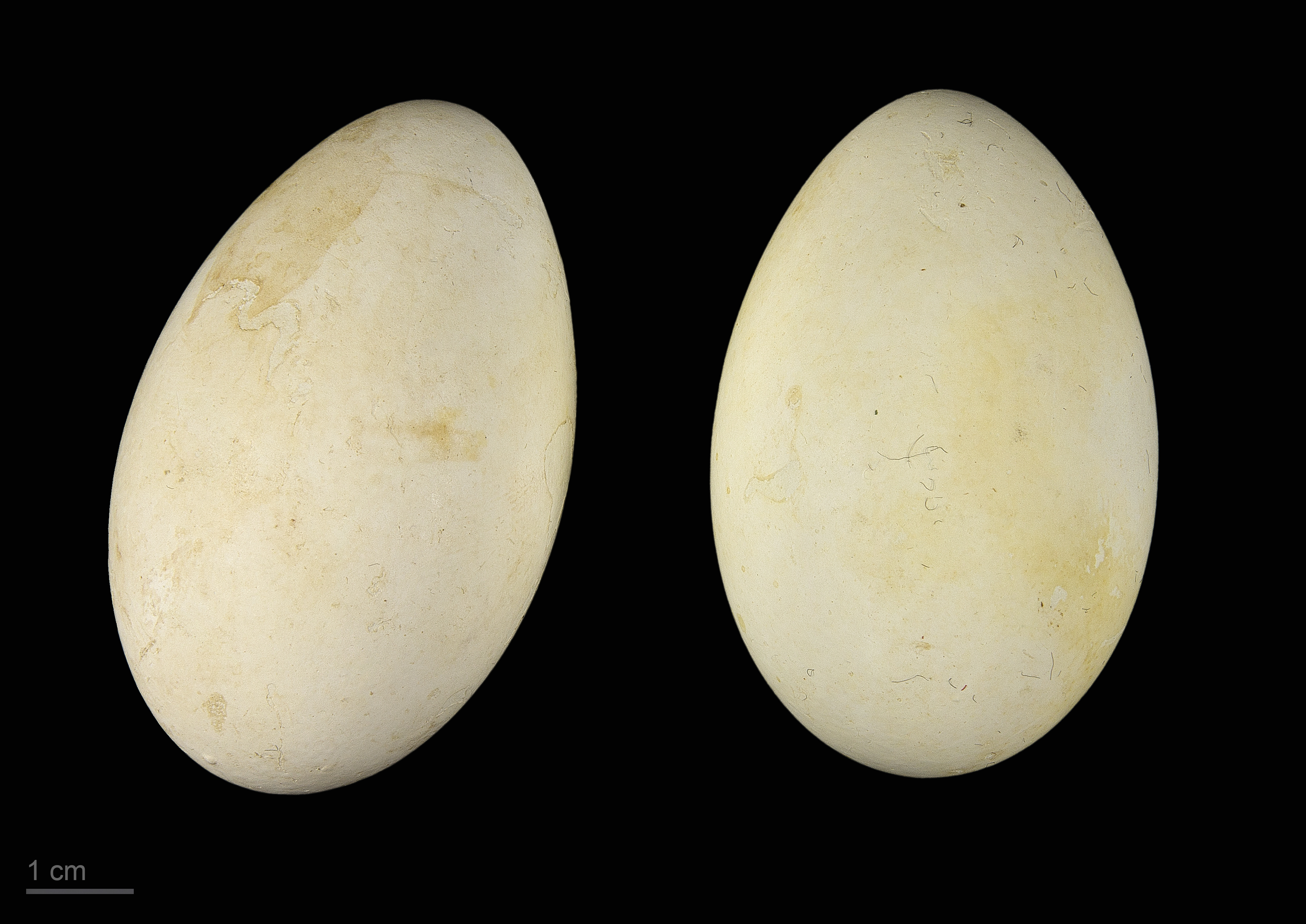
紅蛇鵜的蛋

### 捕食
红蛇鹈的主要以水生动物为食，其会用尖锐的喙部刺穿猎物。其最主要的猎物是慈鲷科和鲤科鱼类，亦会捕食龟鳖、两栖动物、水生昆虫、甲壳类与软体动物。

## 种群现状
红蛇鹈目前种群庞大，2016年的统计认为至少有25500只现存个体，加之其分布广泛，IUCN目前将其评为“无危”。然而，该鸟的种群因人类活动的影响而正在衰退。非洲许多地区的民众认为红蛇鹈会捕食鱼塘中养殖的鳟鱼，故视其为害鸟且会主动捕杀该鸟。此外，对该鸟栖息地的经济开发以及环境污染亦导致该鸟种群下降。